# Wereldkampioenschappen judo 2005
De wereldkampioenschappen judo 2005 waren de 24ste editie van de wereldkampioenschappen judo en werden gehouden in Caïro, de hoofdstad van Egypte, van 8 tot en met 12 september 2005.

## Deelnemers

### Nederland
Mannen
– 60 kg — Ruben Houkes
– 66 kg — Dex Elmont
– 73 kg — Henri Schoeman
– 81 kg — Guillaume Elmont
– 90 kg — Mark Huizinga
–100kg — Elco van der Geest
+100kg — Dennis van der Geest
Vrouwen
–48 kg — Geen deelneemster
–52 kg — Natascha van Gurp
–57 kg — Dani Libosan
–63 kg — Elisabeth Willeboordse
–70 kg — Edith Bosch
–78 kg — Claudia Zwiers
+78 kg — Carola Uilenhoed

## Medailleoverzicht

### Mannen
| Gewichtsklasse | Goud                 | Zilver               | Brons                  |
| -------------- | -------------------- | -------------------- | ---------------------- |
| – 60 kg        | Craig Fallon         | Ludwig Paischer      | Cho Nam-Suk            |
| – 60 kg        | Craig Fallon         | Ludwig Paischer      | Nijat Shikhalizade     |
| – 66 kg        | João Derly           | Masato Uchishiba     | Arash Miresmaili       |
| – 66 kg        | João Derly           | Masato Uchishiba     | Miklós Ungvári         |
| – 73 kg        | Ákos Braun           | Francesco Bruyere    | Kiyoshi Uematsu        |
| – 73 kg        | Ákos Braun           | Francesco Bruyere    | Gennadiy Bilodid       |
| – 81 kg        | Guillaume Elmont     | Abderahmane Benamadi | Takashi Ono            |
| – 81 kg        | Guillaume Elmont     | Abderahmane Benamadi | Roman Gontyuk          |
| – 90 kg        | Hiroshi Izumi        | Ilias Iliadis        | Mark Huizinga          |
| – 90 kg        | Hiroshi Izumi        | Ilias Iliadis        | Andrey Kazusenok       |
| – 100 kg       | Keiji Suzuki         | Vitaly Bubon         | Dmitri Kabanov         |
| – 100 kg       | Keiji Suzuki         | Vitaly Bubon         | Luciano Corrêa         |
| + 100 kg       | Aleksandr Mikhailine | Yasuyuki Muneta      | Pierre-Alexandre Robin |
| + 100 kg       | Aleksandr Mikhailine | Yasuyuki Muneta      | Lasha Gujejiani        |
| Open           | Dennis van der Geest | Tamerlan Tmenov      | Juri Rybak             |
| Open           | Dennis van der Geest | Tamerlan Tmenov      | Yohei Takai            |

### Vrouwen
| Gewichtsklasse | Goud            | Zilver              | Brons                   |
| -------------- | --------------- | ------------------- | ----------------------- |
| – 48 kg        | Yanet Bermoy    | Frédérique Jossinet | Alina Dumitru           |
| – 48 kg        | Yanet Bermoy    | Frédérique Jossinet | Soraya Haddad           |
| – 52 kg        | Li Ying         | Yuki Yokosawa       | An Kum-Ae               |
| – 52 kg        | Li Ying         | Yuki Yokosawa       | Telma Monteiro          |
| – 57 kg        | Kye Sun-hui     | Yvonne Bönisch      | Sabrina Filzmoser       |
| – 57 kg        | Kye Sun-hui     | Yvonne Bönisch      | Khishigbatyn Erdenet-Od |
| – 63 kg        | Lucie Décosse   | Ayumi Tanimoto      | Driulis González        |
| – 63 kg        | Lucie Décosse   | Ayumi Tanimoto      | Urška Žolnir            |
| – 70 kg        | Edith Bosch     | Gévrise Emane       | Cathérine Jacques       |
| – 70 kg        | Edith Bosch     | Gévrise Emane       | Raša Sraka              |
| – 78 kg        | Yurisel Laborde | Sae Nakazawa        | Claudia Zwiers          |
| – 78 kg        | Yurisel Laborde | Sae Nakazawa        | Céline Lebrun           |
| + 78 kg        | Tong Wen        | Karina Bryant       | Anne-Sophie Mondière    |
| + 78 kg        | Tong Wen        | Karina Bryant       | Maki Tsukada            |
| Open           | Midori Shintani | Karina Bryant       | Carola Uilenhoed        |
| Open           | Midori Shintani | Karina Bryant       | Anne-Sophie Mondière    |

## Medaillespiegel
| Plaats | Land                | Goud | Zilver | Brons | Totaal |
| 1      | Japan               | 3    | 5      | 3     | 11     |
| 2      | Nederland           | 3    | 0      | 3     | 6      |
| 3      | Cuba                | 2    | 0      | 1     | 3      |
| 4      | China               | 2    | 0      | 0     | 2      |
| 5      | Frankrijk           | 1    | 2      | 4     | 7      |
| 6      | Verenigd Koninkrijk | 1    | 2      | 0     | 3      |
| 7      | Rusland             | 1    | 1      | 1     | 3      |
| 8      | Brazilië            | 1    | 0      | 1     | 2      |
| 8      | Hongarije           | 1    | 0      | 1     | 2      |
| 8      | Noord-Korea         | 1    | 0      | 1     | 2      |
| 11     | Oekraïne            | 0    | 1      | 2     | 3      |
| 12     | Algerije            | 0    | 1      | 1     | 2      |
| 12     | Oostenrijk          | 0    | 1      | 1     | 2      |
| 14     | Griekenland         | 0    | 1      | 0     | 1      |
| 14     | Duitsland           | 0    | 1      | 0     | 1      |
| 14     | Italië              | 0    | 1      | 0     | 1      |
| 17     | Slovenië            | 0    | 0      | 2     | 2      |
| 17     | Wit-Rusland         | 0    | 0      | 2     | 2      |
| 19     | Zuid-Korea          | 0    | 0      | 1     | 1      |
| 19     | Azerbeidzjan        | 0    | 0      | 1     | 1      |
| 19     | Iran                | 0    | 0      | 1     | 1      |
| 19     | Spanje              | 0    | 0      | 1     | 1      |
| 19     | Georgië             | 0    | 0      | 1     | 1      |
| 19     | Roemenië            | 0    | 0      | 1     | 1      |
| 19     | Portugal            | 0    | 0      | 1     | 1      |
| 19     | Mongolië            | 0    | 0      | 1     | 1      |
| 19     | België              | 0    | 0      | 1     | 1      |
| Totaal | Totaal              | 16   | 16     | 32    | 64     |